# Jan Ferguut
Jan Amandus van Droogenbroeck, que usaba el seudónimo de Jan Ferguut (Sint-Amands, 17 de enero de 1835-Schaerbeek, 27 de mayo de 1902), fue un escritor y poeta belga. Asimismo, fungió como profesor y funcionario y llegó a ser miembro de la Real Academia de la Lengua y Literatura Neerlandesa.
Tuvo como maestro a Jan van Beers en la Normaalschool de Lier y fue seguidor de Johan Michiel Dautzenberg. Contribuyó en las revistas De Toekomst, Noord en Zuid y Het Nederlandsch Tijdschrift.

## Obras
- Makamen en ghazelen (1866)
- Ondine (1867
- Dit zijn zonnestralen (1873)
- Torquato Tasso's dood (1873)
- Camoens (1879)
- De morgen (1887)
- Spreuken en sproken (1891)
- Gedichten (1894)